# 큰상
큰상은 망상(望床) 또는 고뱃상(高排床)이라고도 하는데, 의식 때 차리는 상이다. 망상이란 음식을 높이 괴어 바라보게 차려진 상이라 하여 붙여진 이름으로, 대접하기 위한 입맷상을 따로 차린다. 큰상에 괴는 음식은 편·다식·과정류·당류·숙실과(율란, 조란)·생실과·건과·어물·편육·전유어·적 등으로 이루어지는데, 예로부터 음식의 수와 높이를 모두 홀수로 했다. 입맷상에는 큰상에 차린 음식을 조금씩 담고 국수나 신선로, 찜과 같은 국물이 있는 더운 음식과 동치미 등을 놓는다.